# Campionat d'Espanya de trial 2003
La temporada de 2003 del Campionat d'Espanya de trial fou la 36a edició d'aquest campionat, organitzat per la Reial Federació Motociclista Espanyola. El calendari oficial constava de 7 proves puntuables, celebrades entre el 9 de març i el 26 d'octubre. 4 de les proves programades es disputaren als Països Catalans: Cop de Gas (a La Bisbal d'Empordà, el 27 d'abril), Aran (8 de juny), Albaida (15 de juny) i Terrassa (26 d'octubre).

## Classificació final
Font:
| Posició | Pilot             | Motocicleta    | Punts |
| ------- | ----------------- | -------------- | ----- |
| 1       | Dougie Lampkin    | Montesa        | 95    |
| 2       | Marc Freixa       | Montesa        | 89    |
| 3       | Takahisa Fujinami | Honda          | 86    |
| 4       | Jordi Pascuet     | Gas Gas        | 64    |
| 5       | Adam Raga         | Gas Gas        | 62    |
| 6       | Albert Cabestany  | Beta           | 45    |
| 7       | Marc Colomer      | Gas Gas        | 42    |
| 8       | Toni Bou          | Beta           | 31    |
| 9       | Josep Manzano     | Beta           | 32    |
| 10      | Isaac Pons        | Scorpa/Gas Gas | 25    |

## Categories inferiors
| Categoria    | Guanyador      | Motocicleta |
| ------------ | -------------- | ----------- |
| Sènior B     | José M. Suárez | Beta        |
| Sènior C     | Francesc Recio | Beta        |
| Veterans A   | Carles Casas   | Montesa     |
| Júnior       | Dani Oliveras  | Gas Gas     |
| Cadets       | Alfredo Gómez  | Gas Gas     |
| "Autonomías" | País Valencià  | -           |